# Mielkendorf
Mielkendorf település Németországban, Schleswig-Holstein tartományban. Lakosainak száma 1371 fő (2023. december 31.).

## Népesség
A település népességének változása:
| Lakosok száma | 974  | 1372 | 1390 | 1365 | 1390 | 1400 | 1371 |
|               | 1975 | 2014 | 2017 | 2019 | 2021 | 2022 | 2023 |